# Melvin Evans
Melvin Herbert Evans (Christiansted, 7 agosto 1917 – Christiansted, 27 novembre 1984) è stato un politico e diplomatico americo-verginiano.

## Biografia
Nasce a Christiansted, Saint Croix. Frequenta sia la Howard University a Washington che l'Università della California - Berkeley. Fu commissario della Salute delle Isole Vergini Americane, e governatore, in carica dal 1969 al 1971. Fu inoltre membro del National Republican Committee, e nel 1972 e nel 1976 ha fatto parte alle convenzioni repubblicane.
Il 7 novembre del 1978, Evans venne eletto come delegato alla camera dei rappresentanti, come membro del partito repubblicano. Ha sconfitto Janet Watlington del partito democratico, collaboratrice del delegato in uscita Ron de Lugo, con 10 458 voti, pari al 52,2 %. Watlington ha ottenuto 9 588 voti, pari al 47,8%. Dal 3 gennaio del 1979 al 3 gennaio 1981 ha servito come delegato alla Camera. Nel 1980 ha perso contro De Lugo nel corso della rielezione. Evans è stato inoltre ambasciatore degli Stati Uniti presso le isole Trinidad e Tobago, in carica fino alla sua morte.
È sepolto nel cimitero di Christiansted.